# Prinz Friedrich von Homburg oder die Schlacht bei Fehrbellin

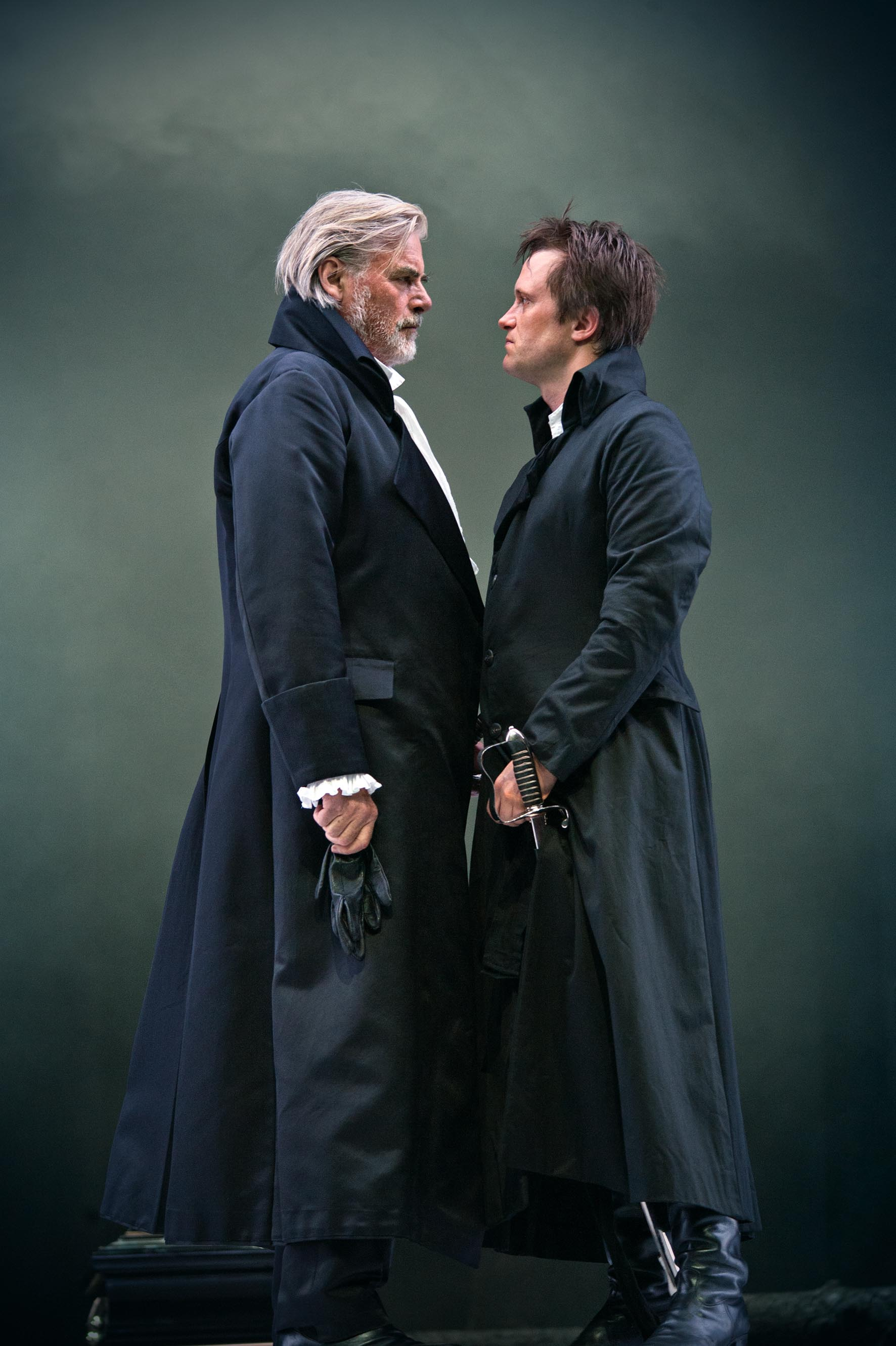
Peter Simonischek als Kurfürst und August Diehl als Homburg, Salzburger Festspiele 2012, Koproduktion mit dem Wiener Burgtheater

Prinz Friedrich von Homburg ist ein 1809/1810 von Heinrich von Kleist verfasstes Drama, das erst nach dem Tod des Autors 1821 in Wien uraufgeführt werden konnte. Eine Aufführung zu Lebzeiten scheiterte, denn Prinzessin Marianne von Preußen (geborene Hessen-Homburg), der Kleist das Werk mit Widmung überreichte, sah dadurch die Familienehre gekränkt.

## Handlung
Der Prinz von Homburg, ein junger preußischer Reitergeneral in der Armee des Großen Kurfürsten, ist nach einem langen Feldzug erschöpft. Er schlafwandelt und bindet sich dabei einen Lorbeerkranz. Mehrere Adlige bemerken dies, worauf der Große Kurfürst mit dem Prinzen ein Spiel treibt, welches damit endet, dass der Prinz der Nichte des Kurfürsten, Prinzessin Natalie, seine Liebe erklärt und einen ihrer Handschuhe ergreift.
Aus seinem Traum erwacht, wundert sich der Prinz über den Handschuh in seiner Hand. Als bei der Besprechung des nächsten Kriegsgefechts im Kriegsrat die Aufgaben verteilt und Anweisungen gegeben werden, verwirrt und lenkt ihn der Auftritt der Prinzessin, die sich als Eigentümerin des geheimnisvollen Handschuhs entpuppt, dermaßen ab, dass er die ihm zugeteilte Rolle für den Kampf überhört: den Befehl nämlich, bei der kommenden Schlacht den Feind nicht ohne ausdrückliche Order anzugreifen. Entgegen dieser Anweisung und den Ratschlägen seiner Offiziere gibt der Prinz den Befehl zum Angriff seines Regiments auf den Gegner. Ein klarer Sieg in der Schlacht bei Fehrbellin wird erzielt.
Dem Kurfürsten jedoch geht Disziplin über alles, zudem hätte ohne das Eingreifen des Prinzen der ganze Krieg gewonnen werden können, was auch der ursprüngliche Plan war. Ungeachtet des Sieges lässt er den Prinzen wegen Befehlsverweigerung verhaften, ihm den Prozess machen und ihn zum Tode verurteilen. Zunächst ist diesem der Ernst der Situation nicht klar. Erst die Nachricht, der Kurfürst habe tatsächlich sein Todesurteil unterzeichnet, und der Anblick des für ihn bestimmten Grabes geben ihm zu denken. In der berühmten und umstrittenen „Todesfurchtszene“ fleht der Prinz um sein Leben, bereit, alles aufzugeben, was ihm lieb ist. Als der Kurfürst von der Reaktion des Prinzen erfährt, reagiert er wiederum „verwirrt“. Er habe die größte Achtung vor seinem Gefühl, heißt es. Anstatt ihn schlicht zu begnadigen, stellt er ihm jedoch eine Bedingung. Könne der Prinz das Urteil für ungerecht halten, so sei er begnadigt. Diese Frage bringt den Prinzen zur Läuterung: Er akzeptiert schließlich den Primat der Hierarchie und Staatsräson, überwindet seine Todesfurcht und ist bereit, das Gesetz „durch einen freien Tod“ zu „verherrlichen“. Als Natalie Homburg hektisch den kurfürstlichen Brief überreicht und versucht, den Prinzen dazu zu überreden, die Begnadigung schriftlich anzunehmen, reagiert dieser jedoch kritisch auf dessen Inhalt und möchte ihn ungehorsam erneut durchlesen.
Dem Kurfürsten gelingt dadurch sozusagen eine Disziplinierung Homburgs in formaler Hinsicht, da dieser nun wusste, wie er auf das kurfürstliche Schreiben antworten solle.
Der Prinz versteht jetzt endlich den Befehl des Kurfürsten, gehorsam zu sein, denn er weiß jetzt, was er „soll“ und versteht das Prinzip der Hierarchie.
Denn Prinz Friedrich von Homburg begreift, dass, was dem Kurfürsten erlaubt ist, ihm noch lange nicht erlaubt ist. Dies hat zur Folge, dass der Prinz seine Schuld eingesteht und den kurfürstlichen Urteilsspruch als gerecht anerkennt.
Natalie hat inzwischen ohne legitimen Befehl das von Oberst Kottwitz geführte Regiment zurückbeordert, um Unterstützung für die Begnadigung Homburgs zu erhalten. Angesichts des allgemeinen Drucks, der auf ihn ausgeübt wird, ist der Kurfürst bereit, seine Offiziere anzuhören. Während Kottwitz der Meinung ist, auf dem Schlachtfeld zähle letztlich der errungene Sieg, somit sei dem Prinzen nichts vorzuwerfen, sieht Graf Hohenzollern die Schuld sogar beim Kurfürsten, der den Prinzen durch seinen vorausgegangenen Scherz verwirrt habe und somit selbst für die Insubordination des Prinzen verantwortlich sei. Als der Kurfürst seine Offiziere abschließend befragt, ob sie sich auch weiterhin der Führung des Prinzen anvertrauen wollen, wird dies allgemein bejaht, woraufhin der König das Todesurteil zerreißt.
Der Prinz jedoch erfährt nichts von seiner Begnadigung, sondern wird mit verbundenen Augen in den Schlossgarten geführt. In der Annahme, seine Hinrichtung stehe unmittelbar bevor, wartet er auf die tödliche Kugel. Stattdessen aber wird ihm von der Nichte des Kurfürsten ein Lorbeerkranz aufgesetzt. Der Prinz sinkt in Ohnmacht, wird jedoch durch Kanonendonner wieder geweckt. Auf seine Frage, ob alles nur ein Traum gewesen sei, antwortet Kottwitz: „Ein Traum, was sonst?“

## Historischer Hintergrund
In seinen „Mémoires pour servir à l’histoire de la maison de Brandebourg“ beschreibt Friedrich der Große 1751, wie der Prinz von Hessen-Homburg in der Schlacht von Fehrbellin 1675 eigenmächtig und voreilig angegriffen – und dadurch die Schlacht gewonnen habe. Diese Legende steht allerdings im Widerspruch zu den historischen Berichten. Kleist nutzte sie dennoch als Quelle und entwickelte den Stoff frei weiter. Das Handeln des Prinzen „ohne ausdrücklichen Befehl“ wandelte er in ein Handeln „gegen“ den Befehl um.
Zur Entstehungszeit des Dramas gab es jedoch noch weitere prominente Fälle von Insubordination in der preußischen Kriegsgeschichte, die Kleist als Anregung für sein letztes Drama gedient haben könnten:
Die Schwäche und Passivität des preußischen Königs Friedrich Wilhelm III. gegenüber Napoleon, der seine Macht immer weiter ausdehnte, machte seinerzeit vielen zu schaffen. Angesichts der Bedrohung der eigenen Existenz durch die Franzosen setzte eine Welle des Patriotismus ein, der sich auch Kleist nicht entziehen konnte.
Der junge Prinz Louis Ferdinand von Preußen griff 1806 in der Schlacht bei Saalfeld eigenmächtig den Feind an. Sein Angriff blieb erfolglos und brachte eine Niederlage ein; Louis Ferdinand fiel in dieser Schlacht. Viele lobten jedoch seinen Mut und seinen persönlichen Einsatz für das Vaterland.
1809 kam es unter der Leitung des Majors Ferdinand von Schill zu eigenmächtigen militärischen Aktionen gegen die französischen Besatzer durch preußische Freikorps. Er fand viele Anhänger und Unterstützer bei denjenigen, die vom geringen Widerstand des Königs enttäuscht waren.
Dass befehlswidrig ein Kampf angezettelt, aber gewonnen wird, findet sich auch schon bei Livius VIII, 6–8: Konsul Titus Manlius Imperiosus Torquatus verurteilt seinen Sohn zum Tod und lässt ihn hinrichten, weil dieser der res publica geschadet habe.

## Rezeption
Dieses letzte Drama Kleists stieß, wie seine anderen Werke, nicht nur bei seinen Zeitgenossen auf Widerstand. Die Todesfurchtszene galt lange als unzeigbar und wurde von der Regie stets heraus gekürzt. Ebenfalls kritisiert wurden das Schlafwandeln des Prinzen und die Plaisanterie des Kurfürsten, denn dies waren Stilmittel der Komödie, die gegen die Verhaltensregeln der tragischen aristokratischen Figuren verstießen. Bis zum Ersten Weltkrieg wurde es dann allerdings möglich, auch Aristokraten zu Komödienfiguren zu machen (zum Beispiel den Ochs in Hugo von Hofmannsthals Der Rosenkavalier).
Heinrich Heine lobte das Stück als „gleichsam vom Genius der Poesie selbst geschrieben“, für de la Motte Fouqué war es „das göttlichste Gedicht, das je aus Kleists Feder hervorgegangen“ sei. Friedrich Hebbel bemerkte, gerade durch die Darstellung der Angst vor dem Tode im Drama werde eine Läuterung des Protagonisten erreicht, die in anderen Werken nur durch den Tod selbst eintrete. Otto von Bismarck noch hielt den Prinzen für „ein schwaches Rohr – mit seiner Todesfurcht“.
Das Werk wurde zu Kleists Zeiten nicht mehr auf die Bühne gebracht und erst eine gekürzte Fassung 1821 unter dem Titel „Die Schlacht von Fehrbellin“ in Wien uraufgeführt. Auf Protest des Erzherzogs Karl wurde es bereits nach vier Aufführungen wieder abgesetzt. 1828 wurde es erstmals, wiederum gekürzt, in Berlin gezeigt. Nach der dritten Aufführung jedoch erließ der König ein erneutes Verbot. Nach der Instrumentalisierung Kleists durch den Nationalsozialismus, die mit Joseph Goebbels positiver Rezeption des Prinzen von Homburg einsetzte, und dem Missbrauch des Stückes im Dritten Reich gelangte es nur zögerlich zurück auf die deutschen Bühnen.

## Textanalyse

### Form und Aufbau
Bei Prinz Friedrich von Homburg handelt es sich um ein geschlossenes Drama. Die drei aristotelischen Einheiten, das heißt die Einheiten von Ort (Schlösser und Gärten von Fehrbellin und Berlin, Gefängnis von Fehrbellin), Zeit (zwei Tage) und Handlung (nicht befolgter Befehl, Strafe, Begnadigung, keine Nebenhandlung) sind gegeben. Die Einteilung der Akte folgt dem Regeldrama:
- Exposition: Vorstellung der Personen; Vorstellung des Konfliktes (Befangenheit des Prinzen in seiner geliebten Traumwelt.)
- Steigende Handlung: Zuspitzung des Konfliktes (Falschmeldung des Todes; Verstoß gegen Befehl)
- Höhepunkt, Peripetie: Die Todesfurcht des Prinzen, Eingeständnis der Schuld
- Retardierendes Moment in der fallenden Handlung: Verzögerung des Konfliktes (bedingte Begnadigung des Prinzen durch den Kurfürsten)
- Wendepunkt: Brief des Kurfürsten
- Lösung/Schluss: Begnadigung/Feiern des Prinzen.

Der Aufbau des Stückes ist symmetrisch, es gibt zahlreiche Parallelen zwischen Anfangs- und Schlussszene, die beide im Garten spielen, wobei auch die Stimmung identisch ist. Der traumhafte Beginn wird am Ende allerdings durch die Realität abgelöst.

### Sprache und Stil
Die Sprache des Dramas ist pathetisch und bildreich. Dynamik wird etwa durch Einschübe und Unterbrechungen aufgebaut, Spannung durch die Stilmittel der Stichomythie und der Antilabe erzeugt, sowie durch das dramatische Mittel der Teichoskopie (Mauerschau). Die Tonversetzung der fünfhebigen Trochäen und Daktylen verdeutlicht an wichtigen Stellen die Stimmung der Figuren: „Träum ich? Wach ich? Leb ich? Bin ich bei Sinnen“. An anderen Stellen weicht Kleist ohne stilistische Absicht vom Blankvers ab und verleiht den Zeilen sechs oder sieben Hebungen, um den Inhalt des Gesprächs nicht zu zerteilen. Auch die Länge der Hypotaxe erreicht oft sechs oder mehr Verse. Zeilensprünge und Ausrufe, die nicht ins Metrum passen („Tor, der du bist, Blödsinniger!“), verdeutlichen den verwirrten Zustand der Figuren.

### Symbole und Motive
Einige zentrale Motive des Dramas sind: das Schloss, das für Glanz, Macht und Ruhm steht und eine Aura des Märchenhaften und Überirdischen ausstrahlt; der Garten, der die rationale Gestaltungskunst symbolisiert, und der Lorbeerkranz, der für Ruhm und Macht steht. So symbolisiert die Überreichung des Lorbeerkranzes am Ende, dass sich der Prinz von Homburg gewandelt und sich nun den Ruhm verdient hat, der zur Umgebung des Gartens passt.
Allgemein verwendet Kleist oft Metaphern aus der Natur, die er übersteigert und dadurch über die Realität heraushebt (z. B. „Glanz der tausendfachen Sonne“). Seine Vergleiche stammen aus der Welt der antiken, orientalischen und christlichen Kultur und Geschichte (z. B. „Stirn des Zeus“). Eine Vermischung der beiden Bereiche demonstriert oft den Aufruhr der Gefühle seiner Figuren.
Leitmotive des Dramas sind die Begriffe Traum, Gefühl, Empfindung, Herz, Sonne und Gold, die eine emotionale Wirkung haben und für den erträumten Glanz und Ruhm stehen. Dagegen symbolisiert der Staub die Nichtigkeit, Zerstörung und Vernichtung.

## Musikalische Bearbeitungen
- Heinrich Marschner: Bühnenmusik zu Kleists Prinz von Homburg (Dresden 1821)[11]
- Hans Werner Henze: Der Prinz von Homburg, Oper in drei Akten (Uraufführung Hamburg 1960)

## Lektüreschlüssel
- Manfred Eisenbeis: Heinrich von Kleist: Prinz Friedrich von Homburg. Lektüreschlüssel. Reclam, Stuttgart 2010, ISBN 978-3-15-015428-1.
- Karl-Heinz Hahnengreß: Heinrich von Kleist, Prinz Friedrich von Homburg. Klett Lerntraining Lektürenhilfen, Stuttgart 2009, ISBN 978-3-12-923056-5.
- Dirk Jürgens: Textanalyse und Interpretation zu Heinrich von Kleist: Prinz Friedrich von Homburg, Königs Erläuterungen und Materialien (Bd. 451), : C. Bange Verlag, Hollfeld 2011, ISBN 978-3-8044-1957-5.
- Roland Kroemer, Christa Melli: Heinrich von Kleist: Prinz Friedrich von Homburg in der Reihe EinFach Deutsch. Schöningh, Paderborn 2009, ISBN 978-3-14-022456-7.
- Wolf Dieter Hellberg: Prinz Friedrich von Homburg. Lektüreschlüssel XL. Philipp Reclam jun. Stuttgart 2017. ISBN 978-31501-5-4625.

## Hörspiele
- Funk-Stunde AG (Berlin) 1925: Prinz Friedrich von Homburg, Regie: Alfred Braun
- Schlesische Funkstunde AG (Breslau) 1925: Prinz Friedrich von Homburg, Regie: Fritz Ernst Bettauer
- SÜWRAG – Südwestdeutscher Rundfunkdienst AG (Frankfurt a. M.) 1925: Prinz Friedrich von Homburg, Regie: Gerd Fricke
- WEFAG – Westdeutsche Funkstunde AG (Münster/Köln) 1926: Prinz Friedrich von Homburg, Regie: Carl Weinlein
- WERAG – Westdeutsche Rundfunk AG (Köln) 1927: Prinz Friedrich von Homburg, Regie: Josef Kandner
- Deutsche Stunde in Bayern GmbH (München) 1927: Prinz Friedrich von Homburg, Regie: Rudolf Hoch
- NORAG – Nordische Rundfunk AG (Hamburg) 1928: Prinz Friedrich von Homburg, Regie: Alfred Stöger
- Bayerischer Rundfunk 1950: Prinz Friedrich von Homburg, Bearbeitung und Regie: Otto Kurth
- Süddeutscher Rundfunk 1958: Prinz Friedrich von Homburg, Bearbeitung und Regie: Otto Kurth
- Rundfunk der DDR 1976: Prinz Friedrich von Homburg, Bearbeitung (Wort): Peter Goslicki, Joachim Staritz; Regie: Joachim Staritz
- Österreichischer Rundfunk 1979: Prinz Friedrich von Homburg, Bearbeitung (Wort): Manfred Wekwerth; Regie: Manfred Wekwerth
- Südwestrundfunk 2006: Prinz Friedrich von Homburg, Bearbeitung und Regie: Leonhard Koppelmann